# グルジョンツ
グルジョンツ（ポーランド語: Grudziądz [ˈɡrud͡ʑɔnt͡s]）は、ポーランド、クヤヴィ＝ポモージェ県の都市。ドイツ語名はグラウデンツ（ドイツ語: Graudenz）。ワルシャワから北西へ200km、グダニスクから南へ100kmの位置で、ヴィスワ川のほとりにある。

## 歴史
定住の痕跡は10世紀まで遡ることができる。「Grudenc」という名前が1222年の文献に残っている。グルジョンツを含むクルマーラントは、1225/1226年、マゾフシェ公コンラトによって、ドイツ騎士団がプルーセンを攻撃する見返りに譲渡された。1230年には（クルシュヴィッツ条約）が締結されたとされる。
1231年、ドイツ騎士団が城を建設。現在は城壁の跡が残っているだけである。1291年、都市法（クルム法）が認められた。その後数年をかけて市壁が建設された。グルジョンツは14世紀まで穀物流通の拠点として繁栄し、最初の黄金期を迎える。
プロイセン同盟に参加したクルマーラントは、第二次トルンの和約によって王領プロイセンに編入された。クルマーラントは地理的な優位性から、王領プロイセンの政治を主導していく。1522年、グルジョンツで、コペルニクスの貨幣制度に関する講演が行われた。16世紀には手工業と交易の一大拠点として栄えたグルジョンツだが、17世紀には北方戦争の戦火に見舞われることになる。1655年にスウェーデンが占領。1659年にポーランドが奪還したが、街は完全に破壊されてしまった。戦争や内部闘争は続いたが、街並みはバロック様式で再建された（グルジョンツ・バロック）。
1772年、第1次ポーランド分割で、グルジョンツを含む地域はフリードリヒ2世のプロイセン王国に支配下に入る。フリードリヒ2世はここに巨大な要塞を建設した。西プロイセン州の一部となり、マリーエンヴェルダー県の県都となった。19世紀、まず、トルンとマリーエンブルク（マルボルク）を結ぶ鉄道が建設される。さらに、ヴィスワ川に鉄道橋が架けられてコーニッツ（ホイニツェ）からプロイシッシュ・アイラウ（バグラティオノフスク）までの路線が完成すると、グルジョンツは製鉄、機械、自動車、繊維といった工業で急速に発展した。1880年から1905年の間に人口は17,321人から35,958人に倍増している。1900年には独立市となった。
1920年、第一次世界大戦（ヴェルサイユ条約）の結果、いわゆるポーランド回廊の一部としてポーランドに割譲され、ポモージェ県に編入された。人口約40,300人（1910年時点）のうち多数派はドイツ系住民であったとされるが、このとき住民投票などは行われなかった。グルジョンツは文化と教育の拠点となる。ポーランドで最も大きい軍事基地のひとつが置かれた。この基地は騎兵の訓練所として知られた。
ナチス・ドイツがポーランド侵攻を開始すると、1939年9月3日、ドイツ国防軍に占領され、その後、ダンツィヒ＝西プロイセン帝国大管区に編入された。1945年2月9日、赤軍に包囲され、激しい戦闘のすえ、3月6日に降服。この戦闘で市街の約60%が破壊されたという。グルジョンツは再びポーランドの一部（回復領）となり、ドイツ系住民は脱出するか、そうでなくても追放された（ドイツ人追放）。

## スポーツ
- GKMグルジョンツ - スピードウェイクラブ
- オリンピア・グルジョンツ - サッカークラブ

## グルジョンツ出身の人物
- アルフレート・ヴォール（英語版） - 化学者
- レオ・ホワイト - 俳優
- ボレスワフ・オルリンスキ - パイロット
- ブロニスワフ・マリノフスキ - 陸上選手
- ヴァルデマル・バシャノフスキ - 重量挙げ選手
- ピョトル・ヤノフスキ（英語版） - ヴァイオリニスト

## 姉妹都市
- チェルニャホフスク、ロシア
- ファールン、スウェーデン
- ギュータースロー、ドイツ

## 観光地

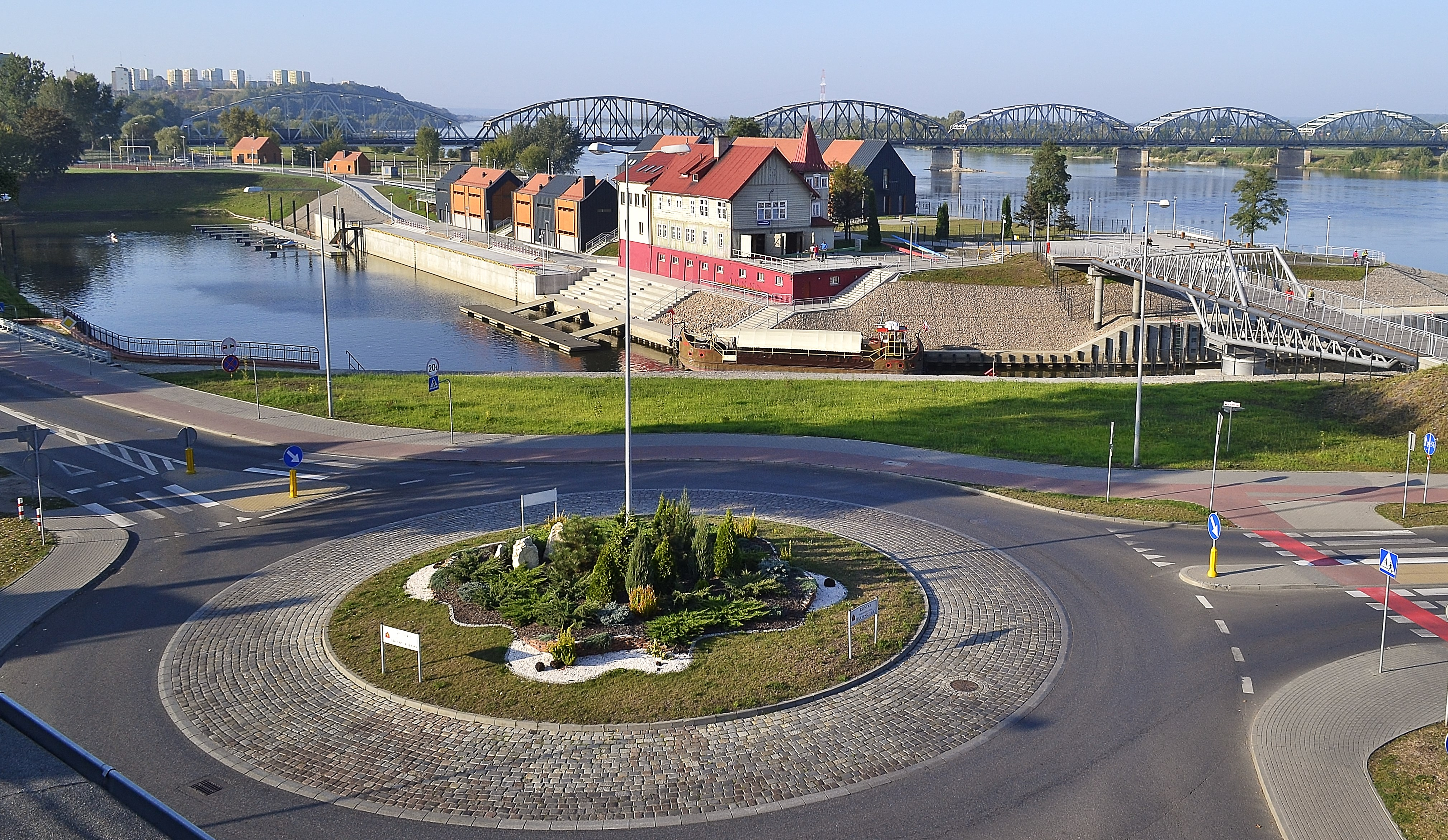
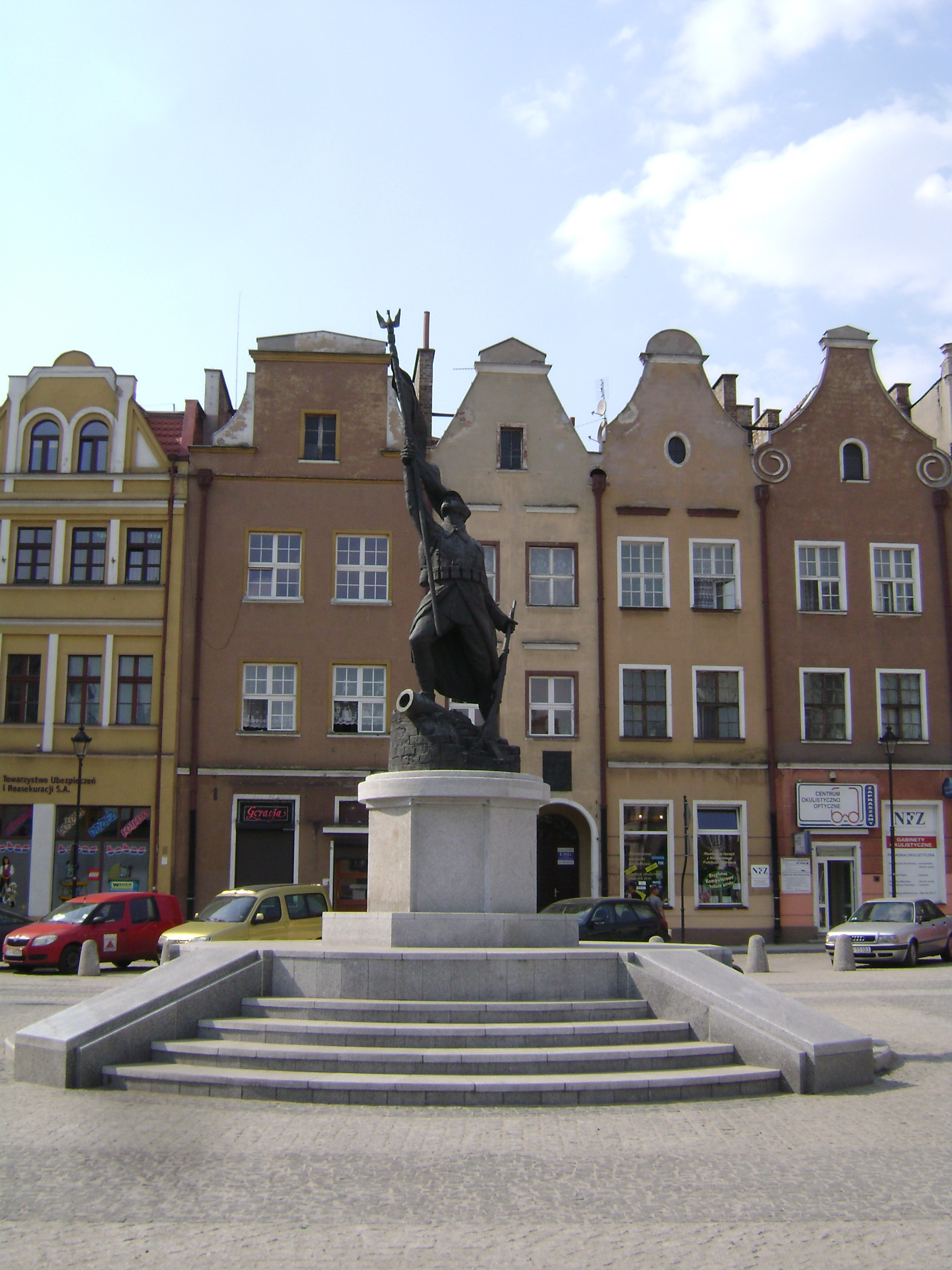
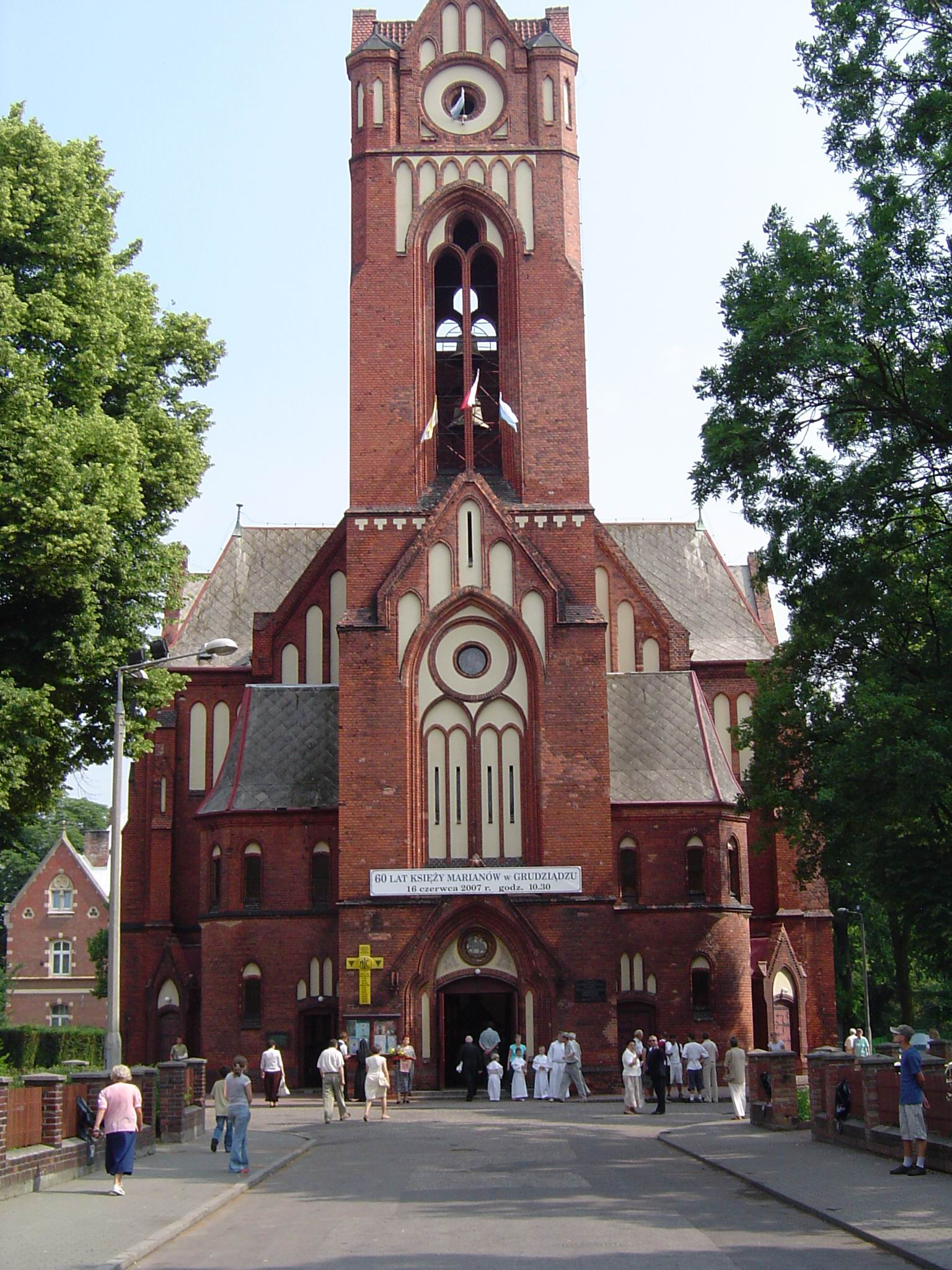
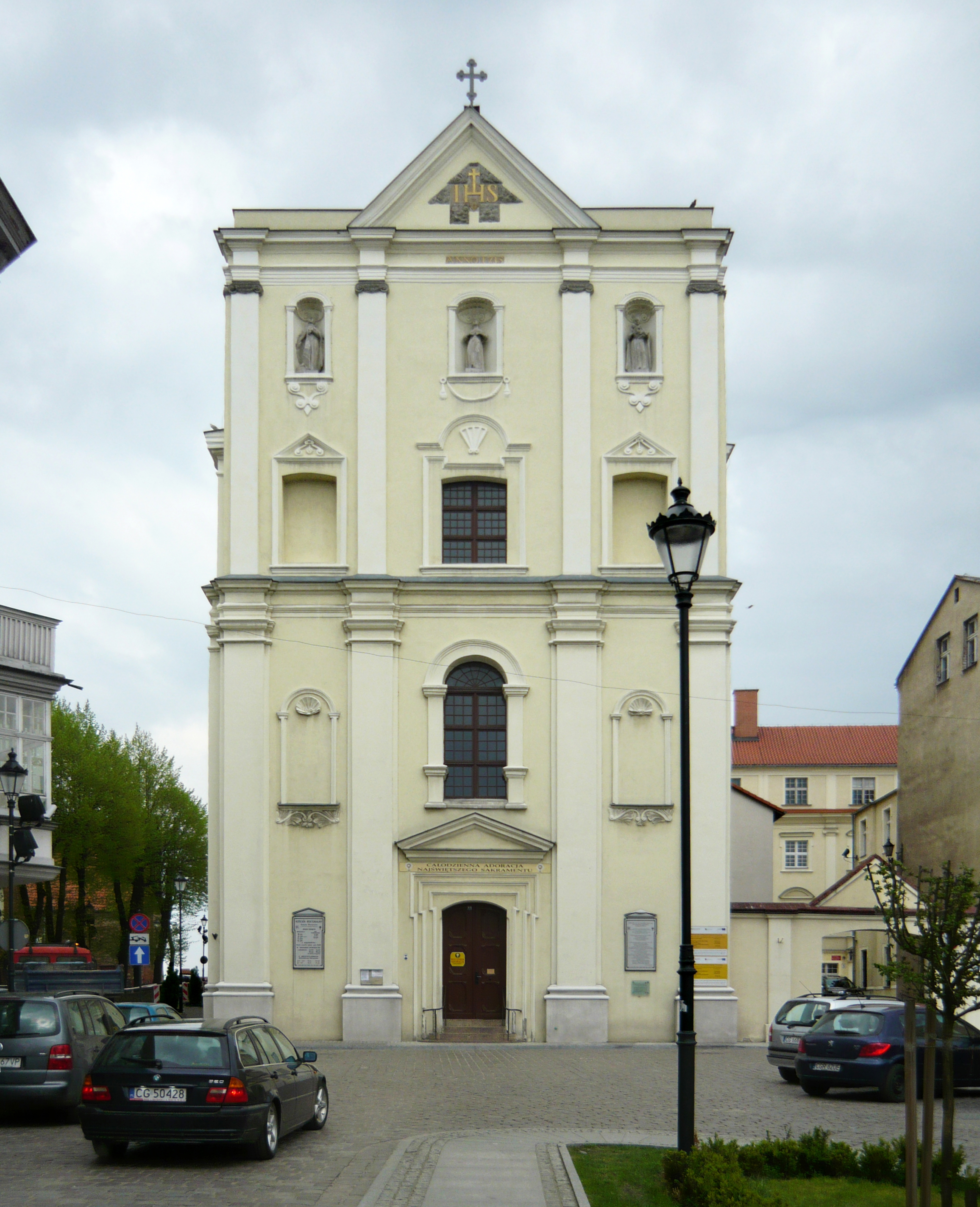
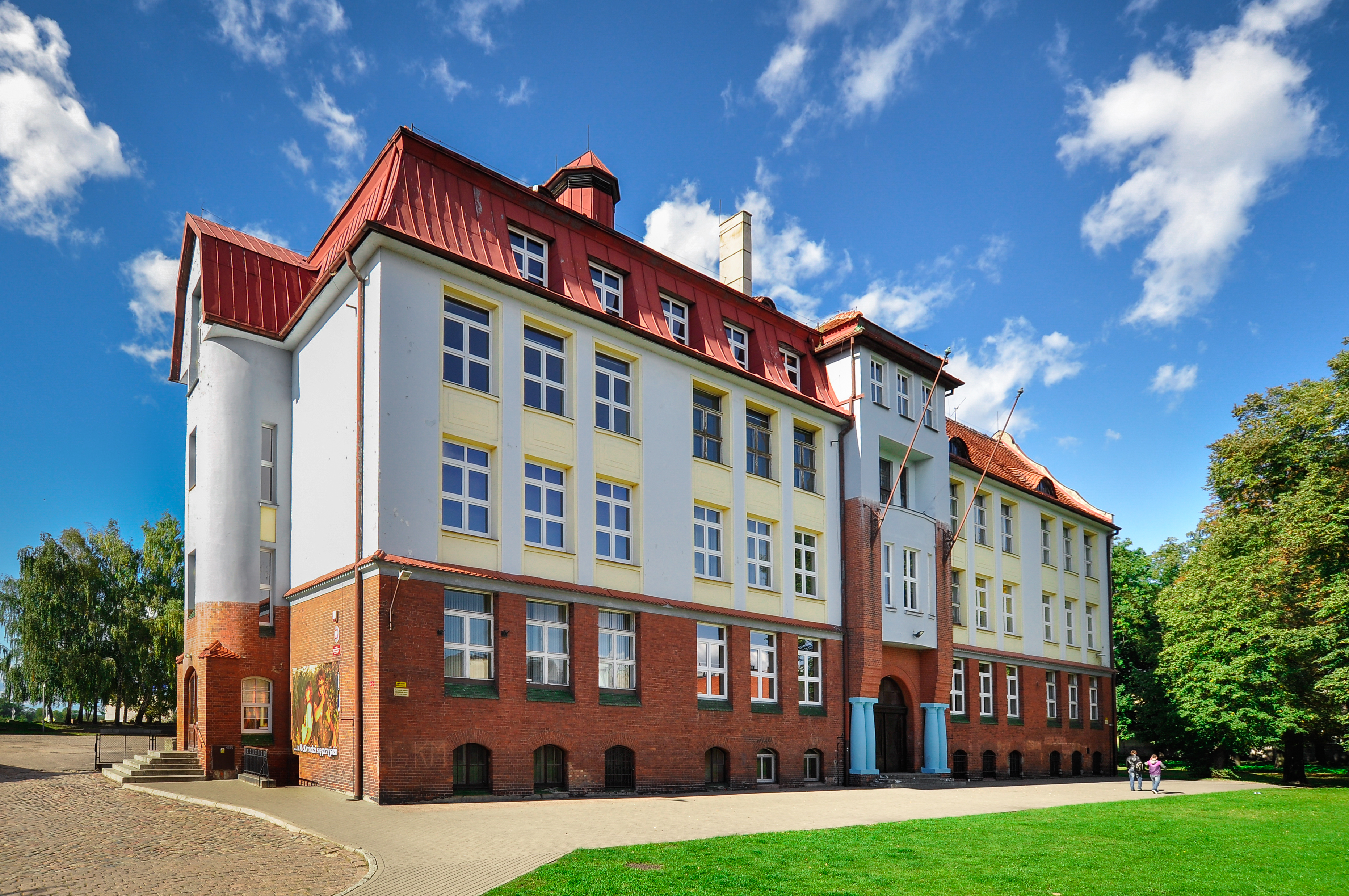
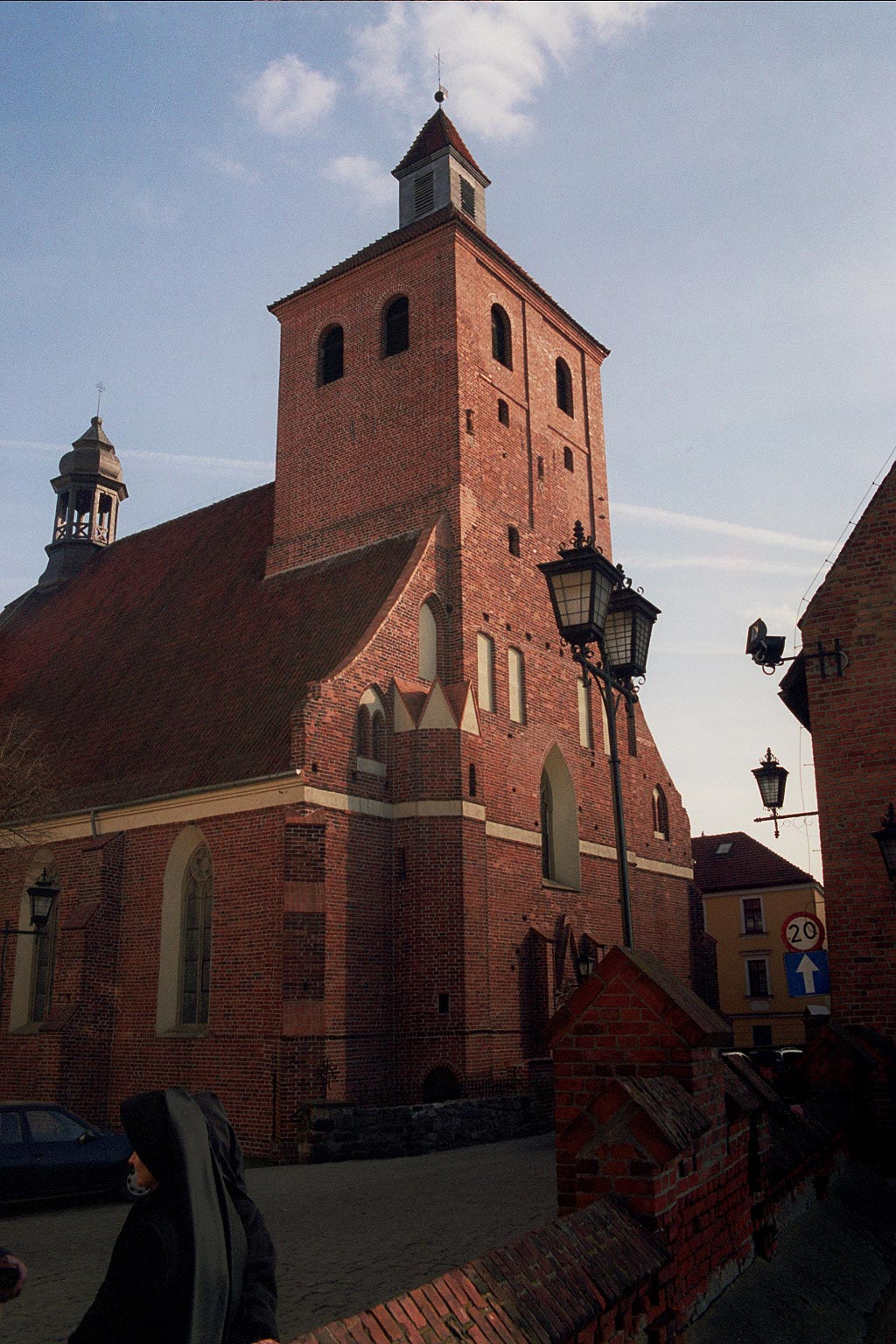
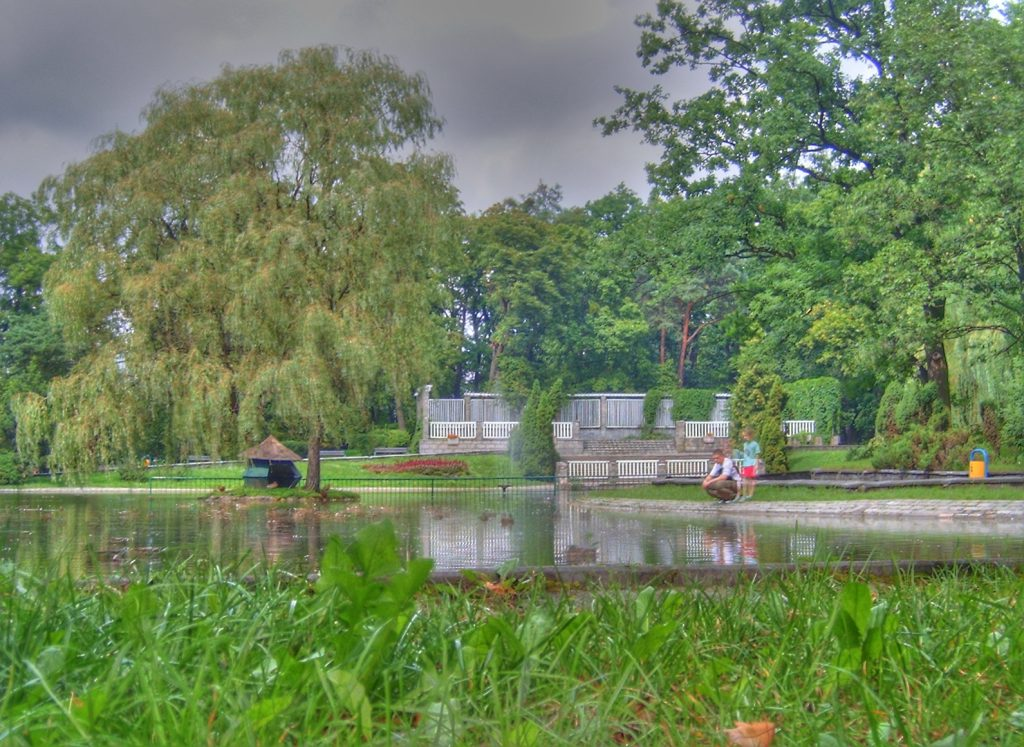
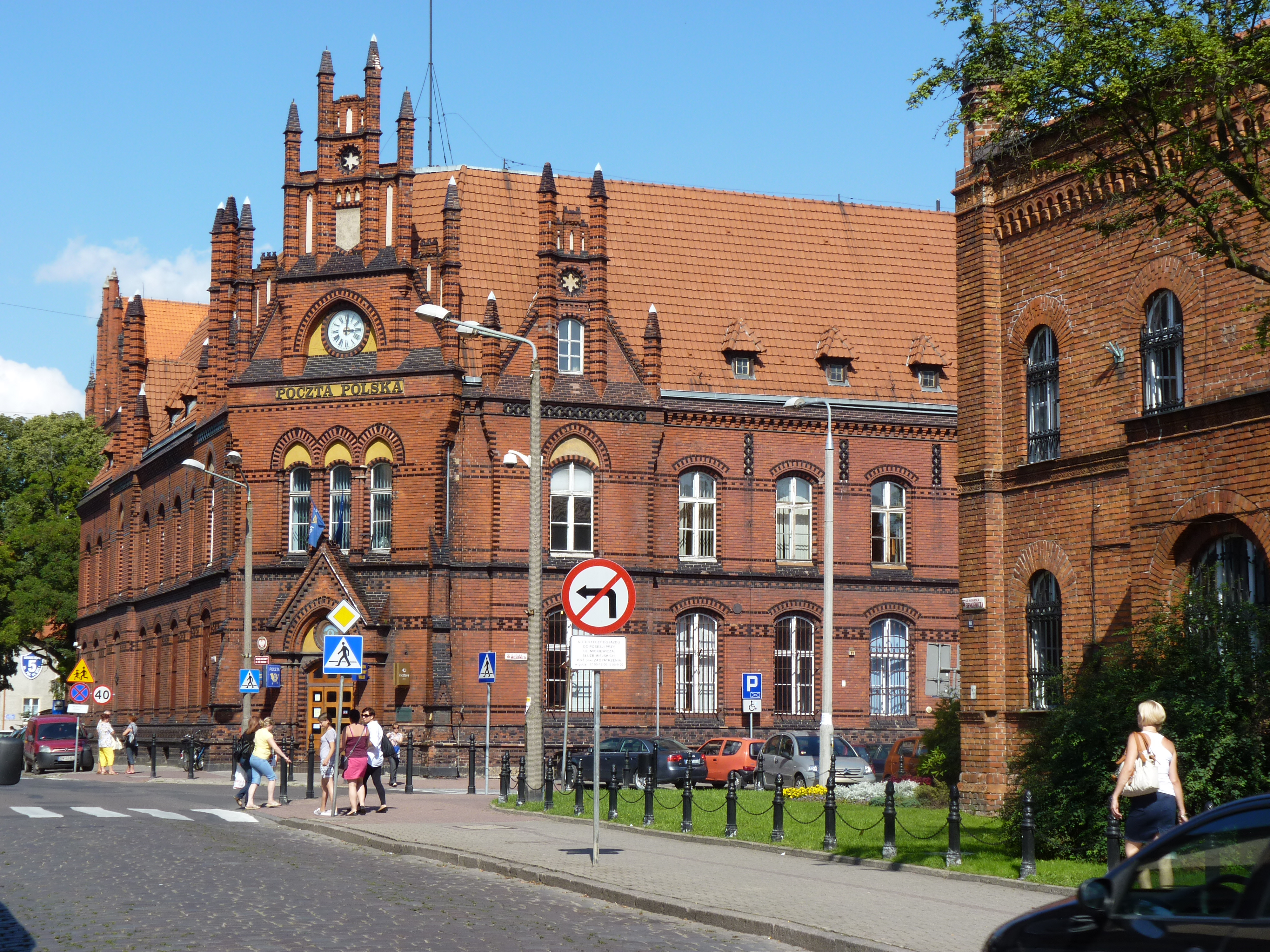
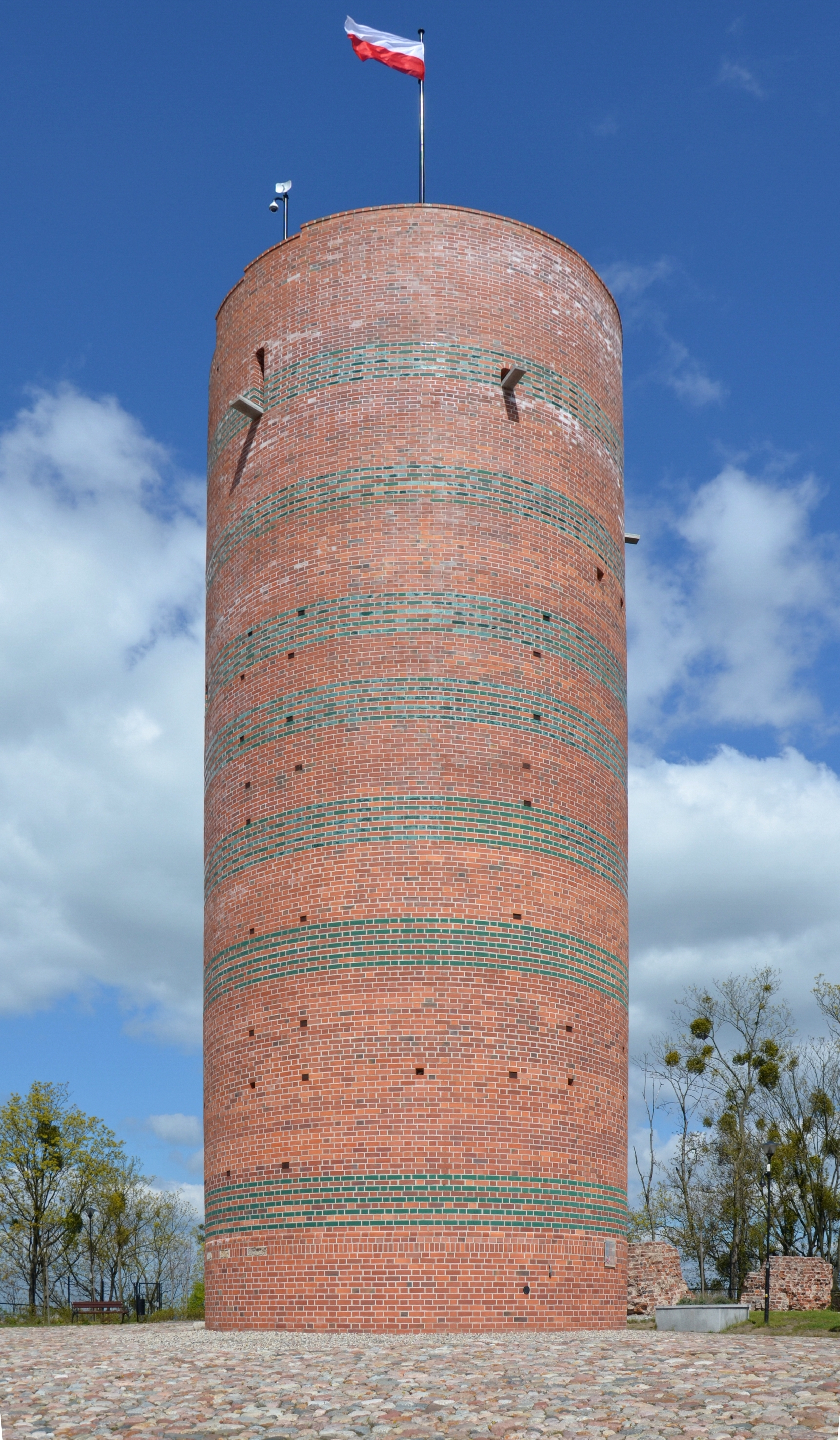
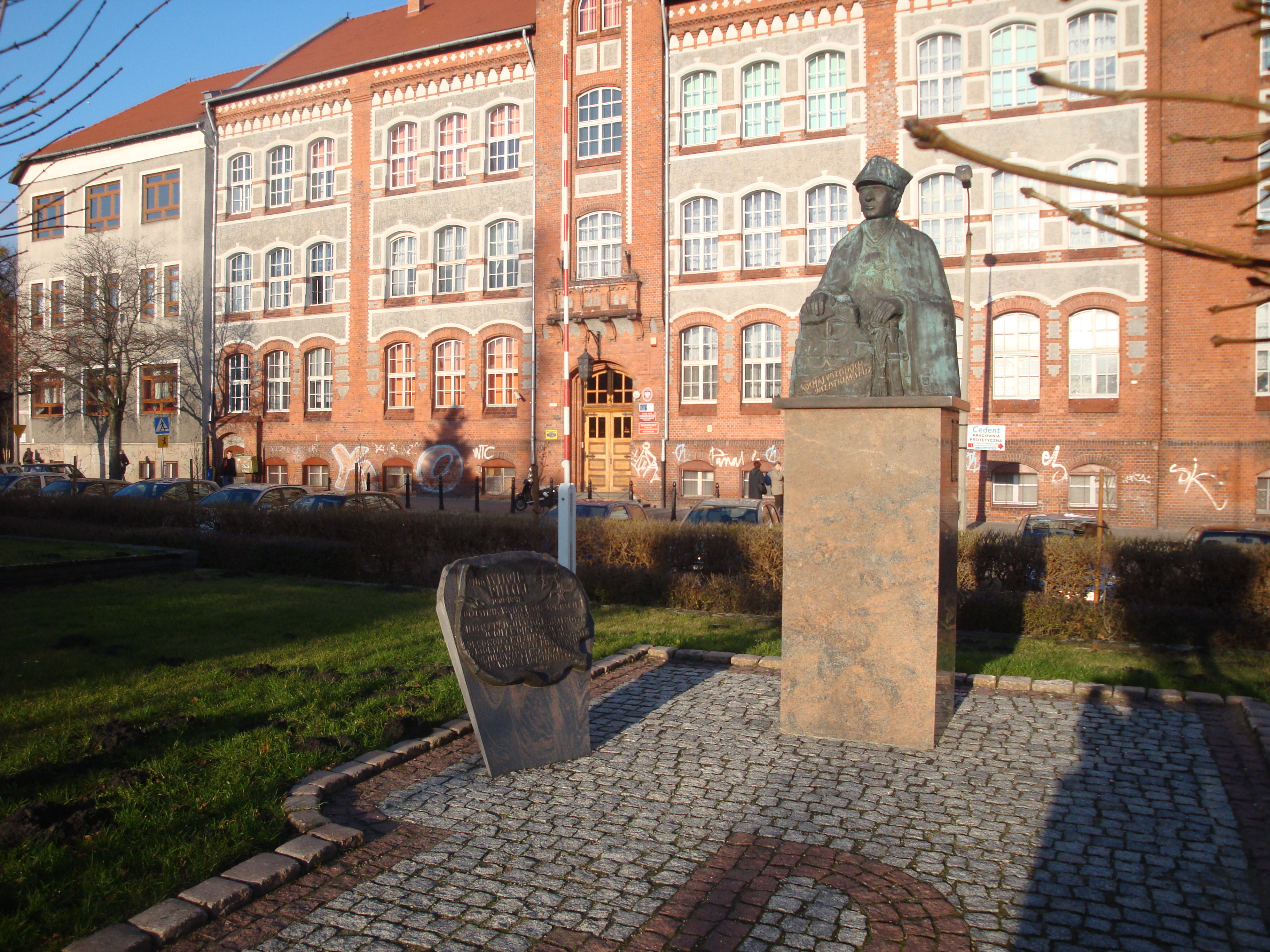
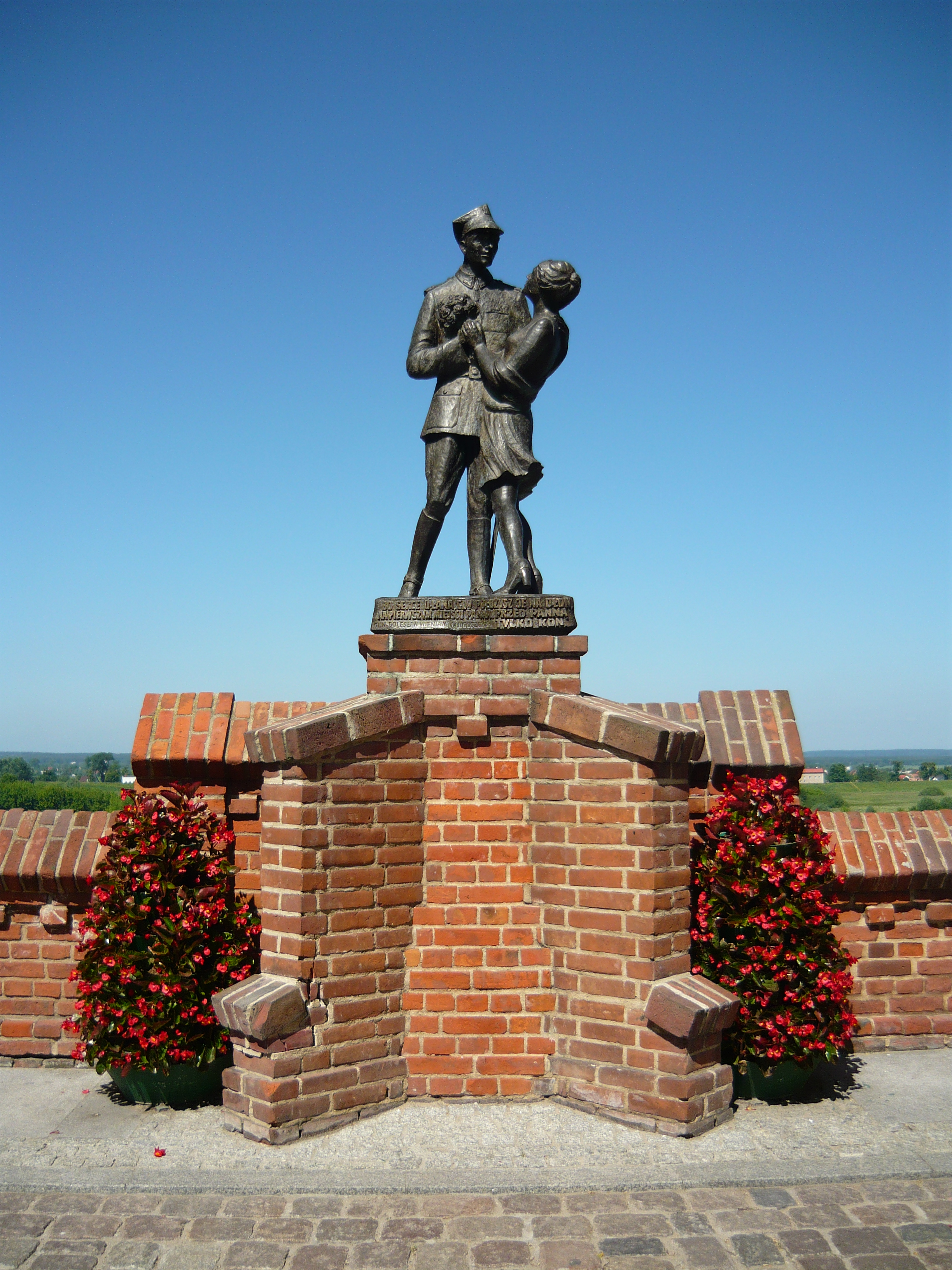
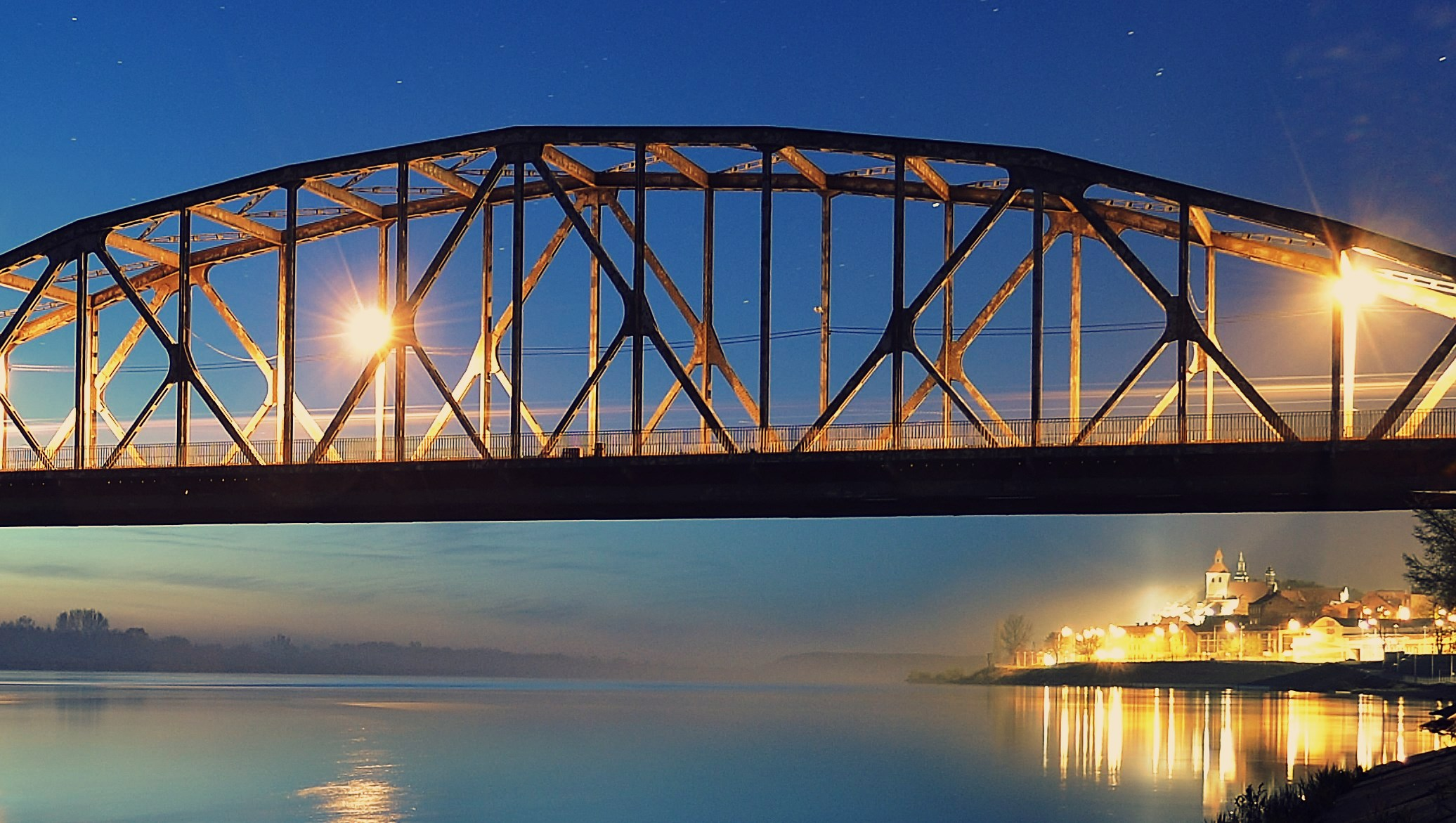
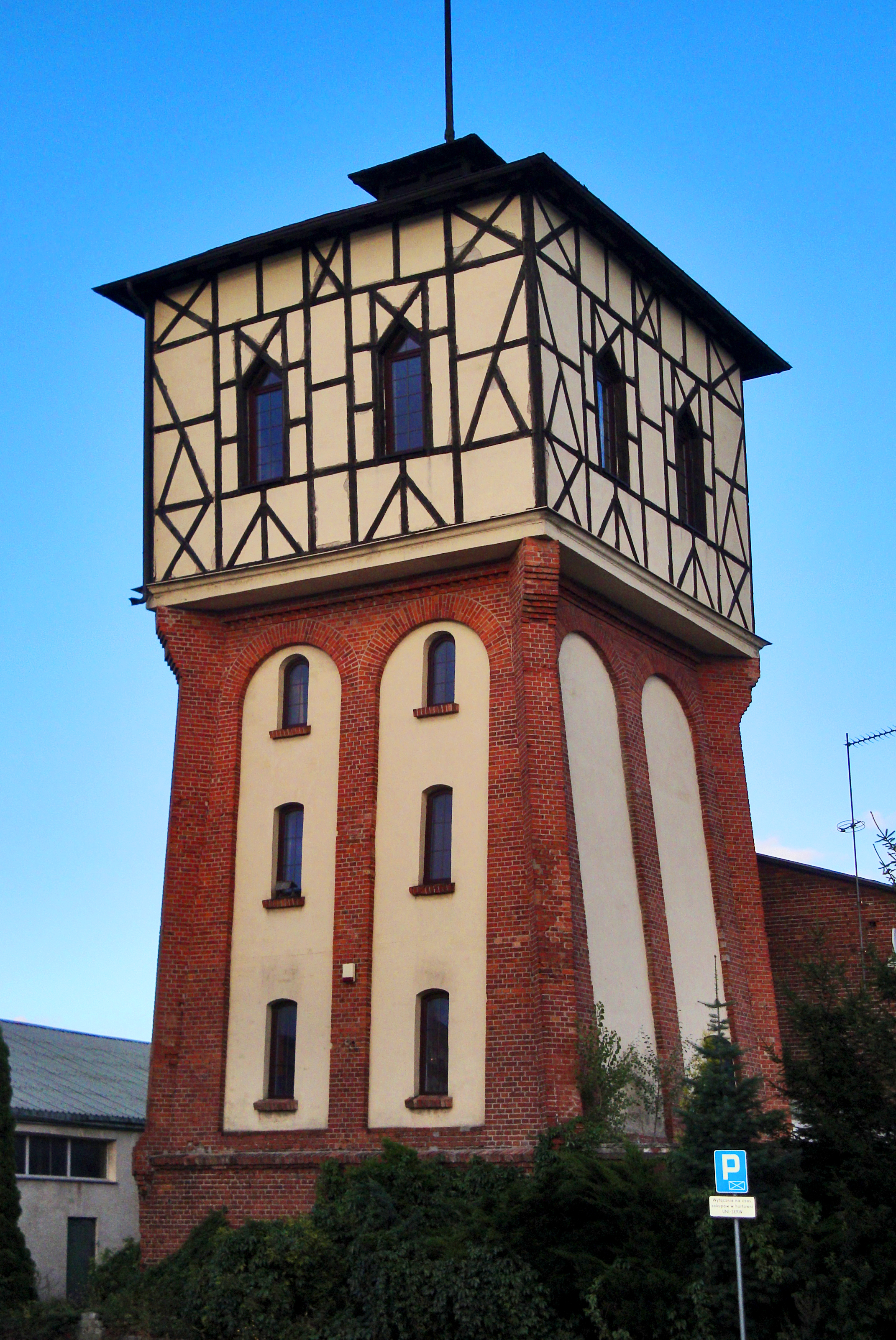
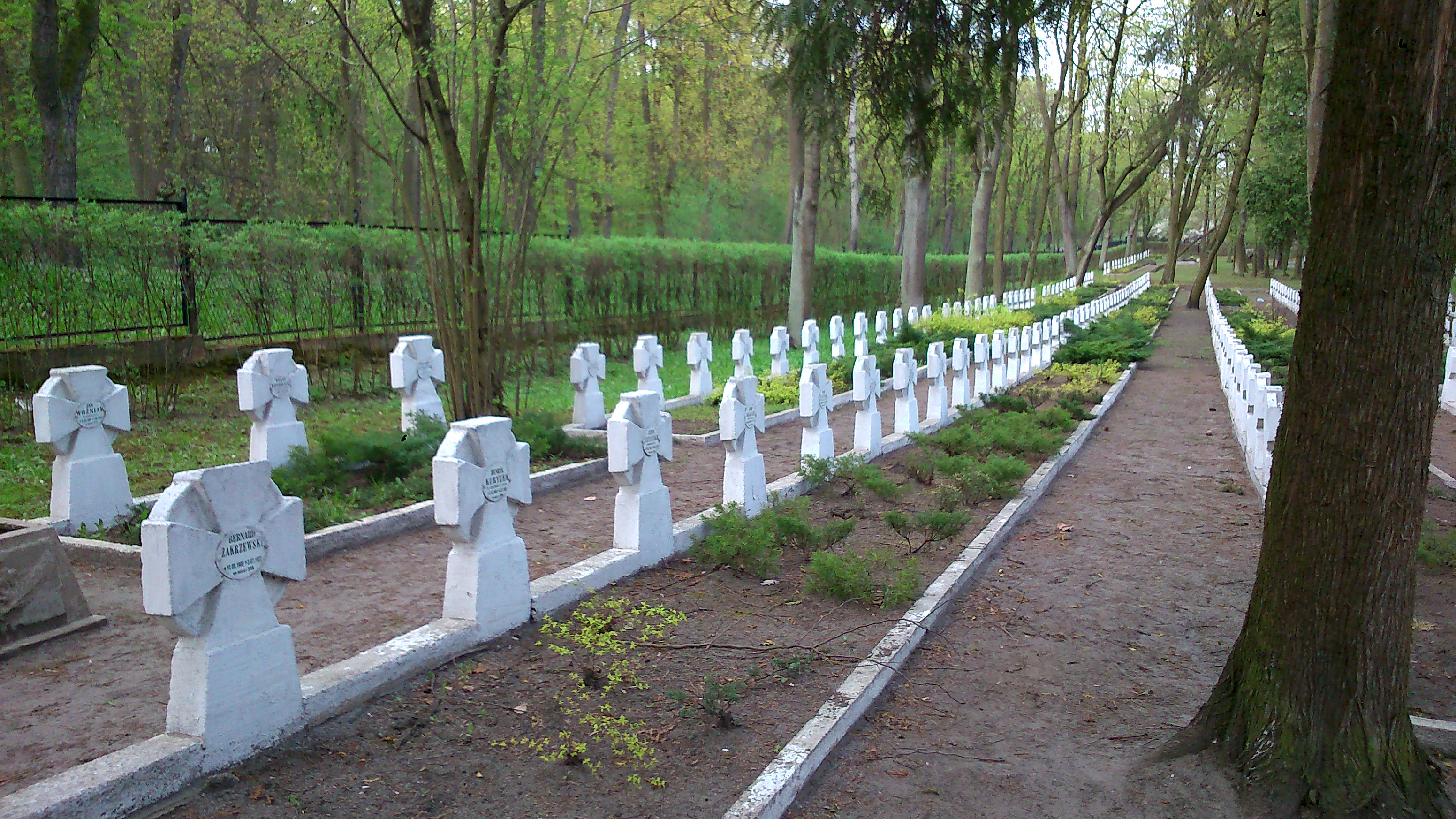

## 教育機関

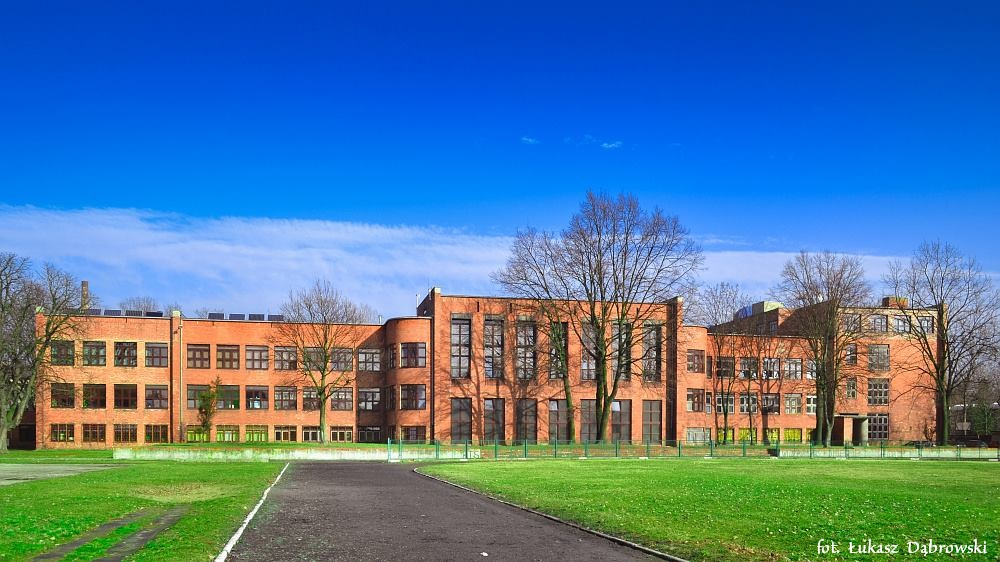
グルジョンツ工業高校と天文台

- ニコラウス・コペルニクス大学